# تپه قپلانتو
تپه قپلانتو مربوط به هزاره اول قبل از میلاد است و در شهرستان سقز، بخش زیویه، روستای قپلانتو واقع شده و این اثر در تاریخ ۱۰ دی ۱۳۸۱ با شمارهٔ ثبت ۶۸۳۵ به‌عنوان یکی از آثار ملی ایران به ثبت رسیده است.